# Anficlea

Mapa de la zona de Grecia central donde se ubican algunas de las principales ciudades de la antigua Fócida. Anficlea estaba situada en la parte septentrional de la región.

Anficlea, Anficea o Anficleia (en griego, Αμφίκλεια o Aμφίκαια) es el nombre de una antigua ciudad griega del norte de Fócide. 
Durante las guerras médicas fue uno de los lugares destruidos por las tropas persas de Jerjes I en su invasión de Grecia, en el año 480 a. C.
Pausanias dice que su antiguo nombre de Anficea fue cambiado por los Anfictiones en un decreto tras la destrucción de las ciudades de Fócide, y le dieron el nuevo nombre de Anficlea. Añade que el nombre primitivo era Ofitea (Ὀφιτεία) y que le fue dado a causa de una tradición que decía que un hombre poderoso había escondido a su niño, por temor a unos enemigos suyos, en una jarra y lo había ocultado en una zona campestre. Allí, un lobo atacó la jarra pero una serpiente defendió al niño y quedó enroscada en la jarra. Al volver, el padre, creyendo que la serpiente había hecho algún mal a su hijo, lanzó su pica y mató a la serpiente y a la vez a su hijo. Cuando supo la verdad por unos pastores, quemó juntos a ambos en la misma pira funeraria y en homenaje a la serpiente, puesto que el lugar conservaba la forma de la pira quemada, se le había dado a la ciudad ese nombre de Ofitea.
Pausanias señala que eran célebres las orgías de Dioniso en Anficlea. Las enfermedades de sus habitantes eran curadas mediante sueños por un sacerdote que era además un adivino que emitía oráculos mientras se creía que estaba poseído por Dioniso. Las distancias que calcula entre Anficlea y otras ciudades eran de quince estadios a Titronio, sesenta a Lilea, ochenta a Drimea y ciento ochenta a Elatea.
Cerca del lugar donde estaba la antigua ciudad existe actualmente una población que ha recuperado su antiguo nombre de Anficlea, en griego: Αμφίκλεια/Amfikleia.